# Kapellener Mühle
Die Kapellener Mühle war eine an der Issumer Fleuth gelegene Wassermühle in der Stadt Geldern mit unterschlächtigem Wasserrad.

## Geographie
Die Kapellener Mühle hatte ihren Standort an der Issumer Fleuth, Am Mühlenwasser, im Ortsteil Kapellen an der Fleuth, in der Stadt Geldern, Kreis Kleve, in Nordrhein-Westfalen.
Die Issumer Fleuth hat hier eine Höhe von ca. 24 m über NN. Die Pflege und Unterhaltung des Gewässers obliegt dem Niersverband, der in Viersen seinen Sitz hat.

## Geschichte
Die Kapellener Mühle wurde erstmals 1326 im geldrischen Lehensverzeichnis als Lehen des Loef van Berenbroek genannt.  Sie war eine Grenzmühle zwischen Geldern und Kleve. 1442 verlief die Grenze bei der Mühle des Claiss (Claes), dem Besitzer von Haus Wankum bei Kapellen. 1823 wurde als Besitzerin die Freifrau von Nagel Dornik und als Pächter Gerhard Josef Polders erwähnt. 1836 nannte man die Fruchtmühle Kapellensche Mühle. 1880 war die Mühle im Besitz von Arnold Polders. Die Regulierung der Fleuth im Jahre 1925 brachte auch die Stilllegung der Mühle.

## Galerie

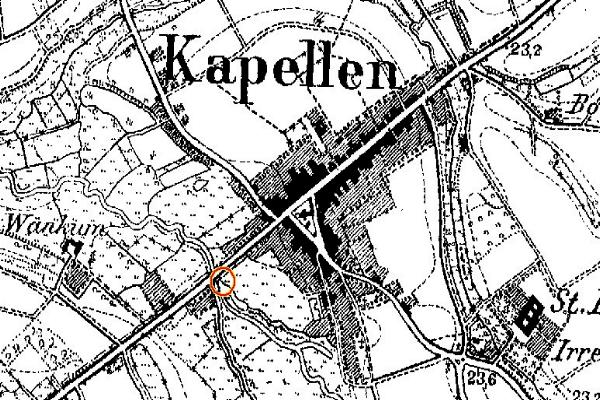
Kapellener Mühle auf der Neuaufnahme 1892
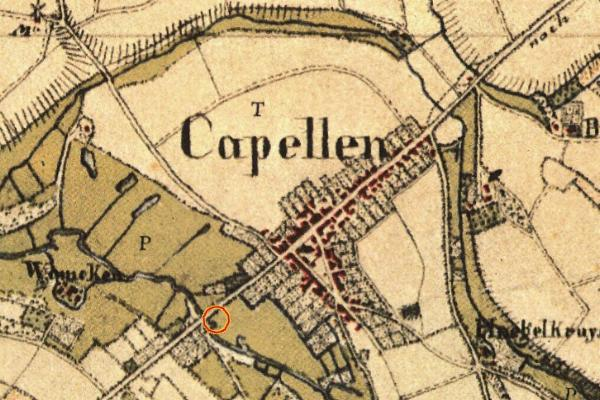
Kapellener Mühle auf der Tranchotkarte 1802